# 小川 (上松町)
小川（おがわ）は、木曽川水系の一級河川。長野県木曽郡上松町を流れる。木曽川本川に合流する1次支川。
小川に沿った谷筋は「小川入」「小川山」などと称し、古くから木曽ヒノキなどの重要な産地とされてきた。これを「日本三大美林」の一つとする場合もある。
また、小川が木曽川へ注ぐ付近一帯を「小川」と呼ぶようになった。明治期には一帯が「小川村」として独立村になっていた時期がある。小川村はのちに合併により駒ヶ根村、さらに上松町となり、今日は上松町大字小川となっている。この地区には寝覚の床や森林鉄道記念館などがある。

## 河川としての小川

### 源流「赤沢」

源流のヒノキ林

小川は阿寺山地の阿寺山の西斜面に発する。源流域では「赤沢」と呼ばれており、一帯は赤沢自然休養林として整備されている。ここにはさまざまな沢を巡る遊歩道があり、復刻された木曽森林鉄道が走っている。赤沢は休養林一帯では「道川」とも呼ばれている。
上松町から赤沢へ続く林道は、かつての木曽森林鉄道（小川線）の路線を道路に転用したものである。小川線は1975（昭和50）年に廃止されたが、「小田野橋梁」などの鉄橋が林業遺産として残されている。

### 姫宮の伝説
休養林を抜けると赤沢は北流し、「麝香沢」という沢が合流する。麝香沢付近では、麝香沢や赤沢両岸が準平原の緩斜面になっていて、ヒノキの林が広がっている。ここは古来より優れた木曽ヒノキの産地とされてきて、豊臣氏や徳川氏が御用林としていたほか、伊勢神宮の神宮備林にもなっており、1941（昭和16）年の式年遷宮では御杣始祭の地となった。
また、このあたりには源平合戦期に遡る「姫宮」に関する伝承がある。後白河法皇の皇子である以仁王（高倉宮）は平家追討の令旨を出したが、逆に平氏に追われることになって木曽谷へ落ちのびた。以仁王の娘（姫宮）は、父が上松に潜んでいるとの噂を聞きつけ、これを探して木曽谷へ来るが、平家方に見つかってしまう。姫宮は村人に助けを求めたが、平家を恐れた村人に追い出されてしまい、小川の上流へと逃げてゆく。しかし、姫宮が携えていた麝香袋の匂いによって追手に見つかってしまう。姫宮は故郷の風景を思い浮かべて田植え唄を歌ったのち、淵へ身を投げて自害する。その後、村人は姫宮を弔うために高倉八幡社（姫宮神社）を建立した。
一方、ヒノキの芳香が麝香に似ているとして「麝香沢」と呼ばれるようになったとの説もある。（一帯は環境省選定のかおり風景100選「赤沢自然休養林の檜」にも選ばれている。）

### 赤沢渓谷
その後、西股山(1716.8m)の南西斜面からくる黒沢、甚太郎山(1332m)の北斜面に発する中ノ沢などを集める。中ノ沢の上流は才児赤沢と呼ばれており、王滝村と上松町の町村境になっている。これらの支流が集まるあたりを赤沢渓谷といい、紅葉などの景勝地とされている。
中ノ沢の合流後は谷が開け、県道473号が左岸を並走する。川は東へ向きを転じて「小川」と呼ばれるようになり、いくつかの支流を合わせて木曽川の右岸に注ぐ。

## 地名としての「小川」

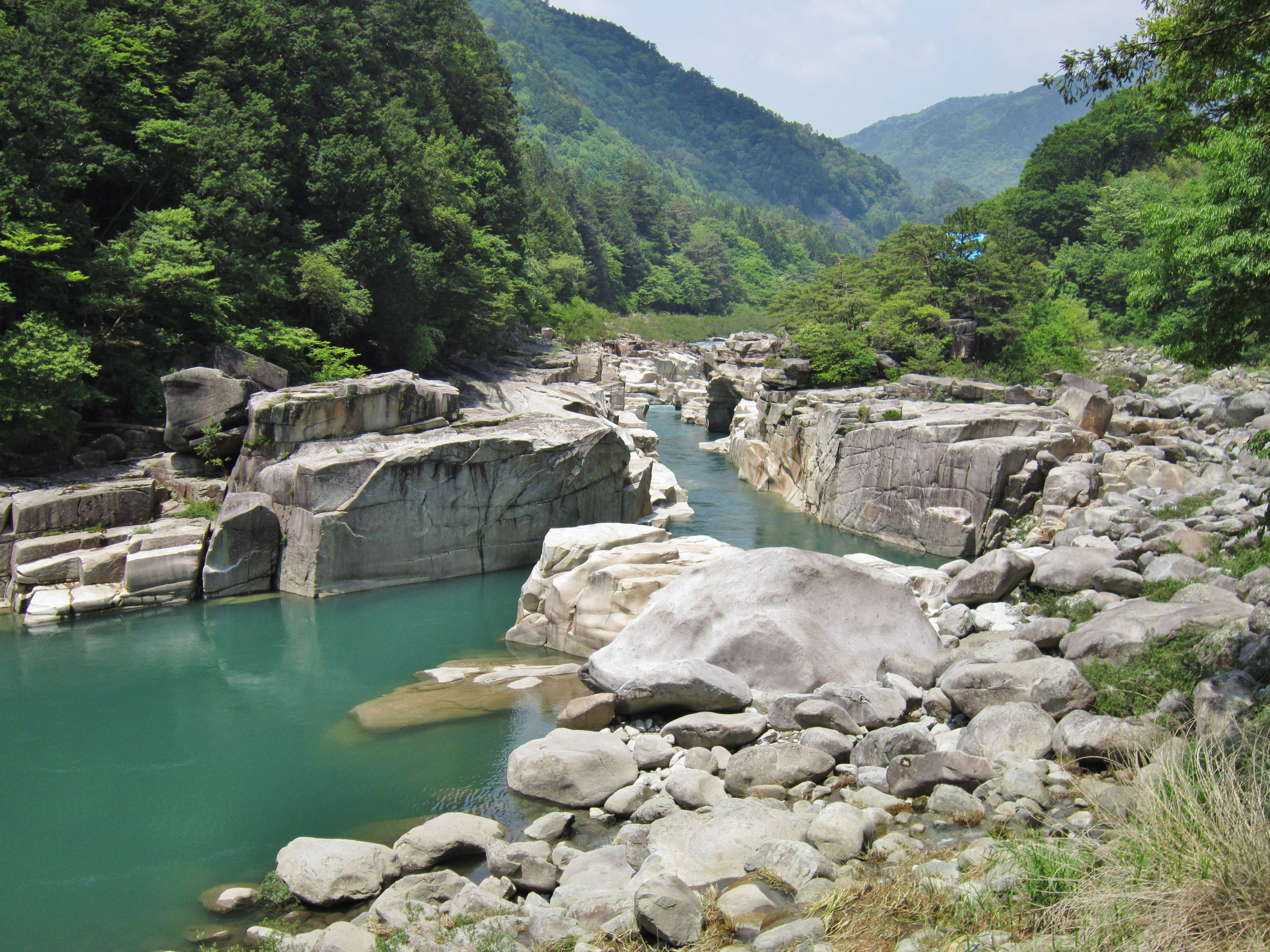
木曽川の景勝地である寝覚の床は上松町大字小川地区にある。

小川に沿った谷筋は木曽ヒノキの産地として古くから知られ、「小川入」「小川山」などと呼ばれていた。さらに、小川が木曽川に合流するあたりでは、木曽川の左岸に「十王沢川」、「中沢」、「滑川」が合流している。かつてこの一帯ではこれらを総称して「小川郷」と呼んでおり、木曽川の右岸（西側）を「西小川」地区、左岸（東側）を「東小川」地区と呼ぶようになった。
小川村
小川郷一帯は、近世までは上松宿の支村（在郷）として扱われてきた。明治期になって行政区分の整理が行われていく中で、1874（明治7）年に、「荻原村」と「上松村」が合併して駒ヶ根村となった（木曽郡も参照。）。しかし木曽郡では、1881（明治14）年に村の分村が相次ぎ、駒ヶ根村も「荻原村」「上松村」「小川村」の3村に分割となった。
1889（明治22）年に町村制が施行されるにあたり、ふたたび3村が合併されることになった。しかし小川村では、木曽川沿いの荻原村・上松村と、山奥の小川村では村の事情が異なるとして、合併せずに独立村のままでゆくとの方針だった。最終的には長野県が合併を命じ、3村は合併して「駒ヶ根村」となった。駒ヶ根村はのちに町制を施行し、上松町に昇格した。
上松町大字小川
現在は「小川」は上松町の大字となっている。上松町を代表する観光地である寝覚の床（国の名勝）や赤沢渓谷一帯も小川地区にある。このほか、中ノ沢の源流にある小字の才児（さいちご）地区には東京大学天文台木曽観測所や京都大学上松天体赤外線観測室がある。
また、森林鉄道の遺構として知られる「鬼淵鉄橋」や「十王沢橋梁」は1914（大正3）年に竣工したもので、林業遺産に指定されている。特に「鬼淵鉄橋」は現存するものとしては国内最古のトラス鉄橋だとされている。